# Staatssecretaris (Nederland)
Een staatssecretaris is in Nederland een politieke functionaris binnen het landsbestuur.

## Oorsprong
Het ambt bestaat sinds 1948. De positie van de staatssecretaris is in de Grondwet als volgt geregeld:
Artikel 46
1. Bij koninklijk besluit kunnen staatssecretarissen worden benoemd en ontslagen.
2. Een staatssecretaris treedt in de gevallen waarin de minister het nodig acht en met inachtneming van diens aanwijzingen, in zijn plaats als minister op. De staatssecretaris is uit dien hoofde verantwoordelijk, onverminderd de verantwoordelijkheid van de minister.

## Functioneren
Hoewel een staatssecretaris dus naar believen kan worden benoemd en ontslagen, wordt het ambt in de praktijk gedurende de gehele regeringsperiode vervuld. De staatssecretaris heeft een eigen beleidsterrein, legt zelf verantwoording af aan het parlement en is lid van het kabinet.
Het overleg in de ministerraad wordt door de staatssecretaris alleen bijgewoond als het eigen beleidsterrein aan de orde is. De staatssecretaris heeft in de ministerraad geen stemrecht.
Het is gebruikelijk dat ook de staatssecretaris aftreedt wanneer diens minister terugtreedt. Een staatssecretaris behoeft niet tot dezelfde politieke partij te behoren als de minister op zijn departement.
Sommige staatssecretarissen mogen in het buitenland de titel minister voeren, om zo een gelijkwaardige positie tegenover buitenlandse ministers te scheppen.
Staatsrechtelijk maken staatssecretarissen formeel geen deel uit van de regering, maar materieel nemen zij wel degelijk deel aan de besluitvorming van de regering. Zij hebben dan ook zitting in het kabinet.

## Trivia
- Ankie Broekers-Knol was met de leeftijd van 72 jaar bij haar aantreden de oudste staatssecretaris in de parlementaire geschiedenis.[2]

Binnenlandse Zaken en Koninkrijksrelaties · Buitenlandse Zaken · Defensie · Economische Zaken · Financiën · Justitie · Landbouw, Natuur en Voedselkwaliteit · Onderwijs, Cultuur en Wetenschap · Sociale Zaken en Werkgelegenheid · Verkeer en Waterstaat · Volksgezondheid, Welzijn en Sport

Staatssecretariaten op voormalige ministeries: Volkshuisvesting, Ruimtelijke Ordening en Milieubeheer